# Mario Monticelli
Mario Silla Monticelli (Venezia, 16 marzo 1902 – Milano, 30 giugno 1995) è stato uno scacchista e giornalista italiano.
Grande maestro ad honorem, fu uno dei più forti giocatori italiani di scacchi, autore di testi scacchistici, redattore di diversi quotidiani e capo della redazione esteri del Corriere della Sera.

## Biografia
Nato a Venezia nel 1902 e formatosi al Circolo scacchistico veneziano, Mario Monticelli si impose ventenne alle prime Olimpiadi universitarie italiane (Roma 1922), che gli valsero l'oro. Si mise poi in rilievo al torneo di Milano 1922 e al torneo di Foligno 1924, anno in cui venne nominato gran maestro della FSI - Federazione Scacchistica Italiana. Nel 1925 vinse il torneo di Bologna, aperto anche a stranieri. Nell’estate 1926 vinse, a pari merito con l'austriaco Ernst Grünfeld, il torneo di Budapest, con 7 vittorie (nessuno così vincente), 3 sconfitte, 5 patte e un annullamento, realizzando 9,5 punti su 15 e battendo alcune fra le leggende mondiali degli scacchi, precedendo celebri giocatori come Akiba Rubinstein, Richard Reti e Savielly Tartakower e suscitando entusiasmo dalla rivista L'Italia Scacchistica. Al torneo di Budapest, inoltre, contro il praghese Ladislav Prokeš aveva creato la "trappola di Monticelli", una variante difensiva di apertura derivata dalla già esistente difesa bogo-indiana.
Per lavoro divenne giornalista presso Il Gazzettino.
Monticelli vinse tre campionati italiani: nel 1929 a Firenze sconfiggendo in un match Stefano Rosselli del Turco, nel 1934 a Milano e nel 1939 a Roma.
Partecipò inoltre a sei edizioni delle Olimpiadi degli scacchi negli anni ‘20 e ’30: Londra 1927, l'Aja 1928, Praga 1931, Folkestone 1933, Varsavia 1935, Monaco 1936.
Partecipò ad altri grandi tornei internazionali: Barcellona 1929 (vinto da José Raúl Capablanca), torneo scacchistico internazionale di San Remo 1930 (vinto da Alechin, ma nel quale Monticelli ottenne il premio di bellezza per la sua vittoria contro Efim Bogoljubov, il creatore della difesa Bogo-Indiana, storico avversario di Alechin per il titolo mondiale) e Syracuse 1934 (vinto da Samuel Reshevsky). A Milano, nel 1933 vinse il Memorial Padulli e nel 1938 il Memorial Edoardo Crespi, a pari merito con l'austriaco Erich Eliskases.
Durante la seconda guerra mondiale venne chiamato alle armi; nel 1943, iniziata la R.S.I. rifiutò di collaborare con i nazisti e venne inviato in un campo di concentramento. Tornò a Venezia il 19 luglio 1945, accolto con emozione al circolo scacchistico. Il suo nuovo lavoro giornalistico fu però a Milano, così lasciò Venezia per lavorare presso Il Popolo di Milano. Nel 1948 vinse il campionato di Milano. Fu poi giornalista all’agenzia di stampa International News Service e in seguito al Corriere della Sera, da responsabile della redazione esteri.
Nel 1950, alla creazione di questa carica, venne nominato (unico italiano assieme al toscano Vincenzo Castaldi) maestro internazionale dalla FIDE.
Domenica 26 marzo, a Milano, nel salone della Cassa di Risparmio delle Provincie Lombarde, giocò in simultanea contro 72 avversari: ottenne 58 vittorie, 9 patte e 5 sconfitte. In questi anni avvenne il suo graduale ritiro dalle competizioni, per dedicarsi solo al giornalismo. Andò in pensione a inizio anni ‘70. Accadde però che tra luglio e inizio settembre 1972 avvenga la celeberrima finale del campionato del mondo di scacchi tra il campione sovietico Boris Spasskij e lo sfidante statunitense Bobby Fischer, a Reykjavík, capitale dell'Islanda. Fu una lotta psicofisica di 21 partite di grande clamore mediatico, alcune delle quali rimandate. Monticelli, preso dalla passione come molti italiani, tornò al Corriere e seguì attentamente la sfida su una propria rubrica, sfida che si concluse con la vittoria dello statunitense per ritiro del sovietico comunque ampiamente battuto.
Nello stesso 1972 pubblicò il suo saggio instant book Fischer Spasskij - la sfida del secolo - Tutte le partite dalle eliminatorie al campionato del mondo e continuò con la sua rubrica sul Corriere. Tornò inoltre a competere in due tornei internazionali, ottenendo buoni piazzamenti.
Al congresso della FIDE del 1985 fu proclamato grande maestro ad honorem per i risultati conseguiti nel primo dopoguerra. Di fatto fu una correzione a quanto era avvenuto nel 1950, quando gli fu riconosciuto solo il titolo di maestro internazionale.

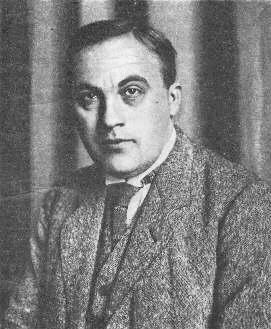
Efim Bogoljubov

Morì a Milano a novantatré anni, nel 1995. Riposa tumulato in un colombaro del cimitero monumentale.
Dopo la sua morte il torneo “Autunno Scacchistico Veneziano”, esistente da poco nella sua città lagunare, affiancò nella sua denominazione la dicitura “Memorial Mario Monticelli”.
È eponimo della variante della difesa bogo-indiana chiamata "trappola di Monticelli".

## Partite
Due famose vittorie di Monticelli trascritte in notazione algebrica italiana:
Mario Monticelli – Richard Réti (Budapest, 1926)
Difesa ovest-indiana  – 1. d4 Cf6 2. Cf3 b6 3. c4 Ab7 4. Cc3 e6 5. Dc2 c5 6. e4 cxd4 7. Cxd4 d6 8. Ae2
Ae7 9. 0-0 0-0 10. Ae3 Cbd7 11. Tfd1 a6 12. f3 Tc8 13. Dd2 Ce5 14. b3 Dc7 15.
Ca4 Cfd7 16. Tac1 Cc5 17. Cb2 Tfd8 18. De1 Af6 19. Df2 Cc6 20. Cxc6 Axc6 21.
Cd3 Db7 22. Cf4 Ab2 23. Tc2 Aa3 24. Ac1 Axc1 25. Tcxc1 b5 26. Dg3 De7 27. Td2
bxc4 28. Axc4 Ab5 29. Axb5 axb5 30. Tcd1 Ta8 31. h3 Cb7 32. Rh2 Df6 33. Cd3
Tdc8 34. e5 De7 35. Cf4 d5 36. Ch5 Df8 37. Td4 Txa2 38. Tg4 g6 39. Cf6+ Rg7 40.
Th4 h6 41. Txh6 Dc5 42. Th7+  (1-0)   – Vedi la partita online
Efim Bogoljubov – Mario Monticelli (Sanremo, 1930)
Difesa nimzoindiana  –  1. d4 Cf6 2. c4 e6 3. Cc3 Ab4 4. Cf3 b6 5. Ag5 Axc3+
6. bxc3 Ab7 7. e3 d6 8. Ad3 Cbd7 9. 0-0 De7 10. Cd2 h6
11. Ah4 g5 12. Ag3 0-0-0 13. a4 a5 14. Tb1 Tdg8 15. f3 h5
16. e4 h4 17. Ae1 e5 18. h3 Ch5 19. c5 dxc5 20. d5 Cf4
21. Cc4 Th6 22. Tf2 f5 23. d6 Txd6 24. Cxd6+ Dxd6
25. Ac4 Tf8 26. exf5 Txf5 27. Td2 De7 28. Db3 Tf8
29. Ad3 e4 30. Axe4 Axe4 31. fxe4 Dxe4 32. Dc2 Dc6
33. c4 g4 34. Axh4 gxh3 35. g3 Ce5 36. Tb3 Ce2+
37. Txe2 Tf1+ 38. Rxf1 Dh1+ 39. Rf2 Cg4#   (0-1)   – Vedi la partita online

## Libri
- Mario Monticelli: Fischer Spasskij - la sfida del secolo - Tutte le partite dalle eliminatorie al campionato del mondo. Milano, Mursia, 1972.